# Åmåls Weckoblad (1866)
Åmåls Weckoblad var en dagstidning utgiven 29 september 1866 till 4 juli 1874. Tidningen fick en fortsättning i  Åmåls Tidning  1874-1885 
Tidningen trycktes hos P. A. Petersson 1866 till 17 juli 1874 med typsnitt i frakturstil och antikva. Utgivningen var 1866 ett nummer i veckan lördagar, sedan onsdagar 1867 till 11 juni 1873 och slutligen fredagar 20 juni 1873 till juli 1874. Tidningen hade 2-4 sidor. Tidningsformatet varierade under åren.
Prenumerationspriset var  4 riksdaler riksmynt 1866-1869 och 1870-1874 var det  4 riksdaler 50 öre.
Utgivningsbevis för tidningen utfärdades för P. A. Petersson den 15 december 1855. Han började på nytt  begagna sig enligt anmälan 2 oktober 1866 då Åmåls Weckoblad blivit Nya Åmåls Weckoblad och titeln var ledig för användning. Utgivningsbevis för efterföljaren Åmåls Tidning utfärdades för typografen H. P. Jeppesen Bjerre den 26 juni 1874.